# Liste von Sitcom-Serien
Dies ist eine Liste von Sitcoms, die im deutschsprachigen Fernsehen ausgestrahlt werden oder wurden. Die Auflistung bietet Beispiele und ist keine Darstellung aller Sitcoms.

## Büro-Sitcom
- 30 Rock (30 Rock, USA, 2006–2013)
- Better Off Ted – Die Chaos AG (Better Off Ted, USA, 2009–2010)
- Büro, Büro (D, 1981, 1982, 1988, 1992)
- Caroline in the City (Caroline in the City, USA, 1995–1999)
- Das Amt (D, 1996–2002)
- Das Büro (The Office, USA, 2005–2013)
- Harrys wundersames Strafgericht (Night Court, USA, 1984–1992)
- MA 2412 (A, 1998–2002)
- Mary Tyler Moore (The Mary Tyler Moore Show, USA, 1970–1977)
- Murphy Brown (Murphy Brown, USA, 1988–1998)
- NewsRadio (NewsRadio, USA, 1995–1999)
- Nicht ohne meine Mutter (Room for Two, USA, 1992–1993)
- Office Girl (Less than Perfect, USA, 2002–2006)
- Parks and Recreation (Parks and Recreation, USA, 2009–2015)
- Salto Postale (D, 1993–1996)
- Silver Girls (Hope & Gloria, USA, 1995–1996)
- Stromberg (D, 2004–2012)
- Susan (Suddenly Susan, USA, 1996–2000)
- The Great Indoors (The Great Indoors, USA, 2016–2017)
- The IT Crowd (The IT Crowd, GB, 2006–2013)
- The Office (The Office, GB, 2001–2003)
- Throb (Throb, USA, 1986–1988)
- Veronica (Veronica’s Closet, USA, 1997–2000)
- Vier mal Herman (Herman’s Head, USA, 1991–1994)
- Workaholics (Workaholics, USA, 2011–2017)
- Zwei in der Tinte (Ink, USA, 1996–1997)

## Familien-Sitcom
- Drei Mädchen und drei Jungen (The Brady Bunch, USA, 1969–1974)
- 18 to Life (18 to Life, CAN, 2009–2011)
- Absolutely Fabulous (Absolutely Fabulous, GB, 1992–1996, 2001–2003, 2011)
- Absolut relativ (It’s All Relative, USA, 2003–2004)
- Aliens in America (Aliens in America, USA, 2007–2008)
- All in the Family (All in the Family, USA, 1971–1979)
- Allein unter Nachbarn (The Hughleys, USA, 1998–2002)
- Alles total normal – Die Bilderbuchfamilie (True Colors, USA, 1990–1992)
- Alle hassen Chris (Everybody Hates Chris, USA, 2005–2009)
- Alle lieben Raymond (Everybody Loves Raymond, USA, 1996–2005)
- Alle unter einem Dach (Family Matters, USA, 1989–1998)
- Alf (ALF, USA, 1986–1990)
- Arrested Development (Arrested Development, USA, 2003–2006, seit 2013)
- Auf schlimmer und ewig (Unhappily Ever After, USA, 1995–1999)
- Baby Daddy (Baby Daddy, USA, 2012–2017)
- Benson (Benson, USA, 1979–1986)
- Bill Cosby (The Bill Cosby Show, USA, 1969–1971)
- Blossom (Blossom, USA, 1990–1995)
- Camp Wilder – Ein verrückter Haufen (Camp Wilder, USA, 1992–1993)
- Chaos hoch zehn (Just the Ten of Us, USA, 1988–1990)
- Clarissa (Clarissa Explains It All, USA, 1991–1994)
- Complete Savages (Complete Savages, USA, 2004–2005)
- Cosby (Cosby, USA, 1996–2000)
- Cougar Town (Cougar Town, USA, 2009–2015)
- Crash & Bernstein (Crash & Bernstein, USA, 2012–2014)
- Cybill (Cybill, USA, 1995–1998)
- Das Leben und Ich (Boy Meets World, USA, 1993–2000)
- Dennis, Geschichten eines Lausbuben (Dennis the Menace, USA, 1959–1963)
- Der Hogan-Clan (Valerie / Valerie’s Family / The Hogan Family, USA, 1985–1990)
- Der Prinz von Bel-Air (The Fresh Prince of Bel-Air, USA, 1990–1996)
- Dharma & Greg (Dharma & Greg, USA, 1997–2002)
- Die Bill Cosby Show (The Cosby Show, USA, 1984–1992)
- Die Conners (The Conners, USA, seit 2018)
- Die Goldbergs (The Goldbergs, USA, seit 2013)
- Die Jeffersons (The Jeffersons, USA, 1975–1985)
- Die Nanny (The Nanny, USA, 1993–1999)
- Die Parkers (The Parkers, USA, 1999–2004)
- Die wilden Siebziger (That '70s Show, USA, 1998–2006)
- Die wilden Achtziger (That '80s Show, USA, 2002)
- Die wilden Neunziger (That '90s Show, USA, 2023–2024)
- Drake & Josh (Drake & Josh, USA, 2004–2007)
- Du schon wieder (You Again?, USA, 1986–1987)
- Ehe ist… (’Til Death, USA, 2006–2010)
- Ein echter Wiener geht nicht unter (A, 1975–1979)
- Ein Haus voller Töchter (D, 2009)
- Ein Herz und eine Seele (D, 1973–1974 / 1976)
- Ein schrecklich nettes Haus (In The House, USA, 1995–1999)
- Ein Vater zum Küssen (The Tony Danza Show, USA, 1997–1998)
- Ein Zwilling kommt selten allein (Two of a Kind, USA, 1998–1999)
- Eine schrecklich nette Familie (Married… with Children, USA, 1987–1997)
- Eine starke Familie (Step by Step, USA, 1991–1998)
- Erwachsen müßte man sein (Leave It to Beaver, USA, 1957–1963)
- Familie Heinz Becker (D, 1991–2003)
- Familienbande / Jede Menge Familie (Family Ties, USA, 1982–1989)
- Familienstreit de Luxe / Hinterm Sofa an der Front (The War at Home, USA, 2005–2007)
- Fascht e Familie (CH, 1994–1999)
- Fertig lustig (CH, 2000–2002)
- Freddie (Freddie, USA, 2005–2006)
- Fresh Off the Boat (Fresh Off the Boat, USA, seit 2015)
- Full House (Full House, USA, 1987–1995)
- Gary Unmarried (Gary Unmarried, USA, 2008–2010)
- Georgie & Mandy (Georgie & Mandy, USA, seit 2024)
- Grace (Grace Under Fire, USA, 1993–1998)
- Green Acres (USA, 1965–1971)
- Hannah Montana (Hannah Montana, USA, 2006–2011)
- Happily Divorced (Happily Divorced, USA, 2011–2013)
- Happy Family (Happy Family, USA, 2003–2004)
- Harrys Nest (Empty Nest, USA, 1988–1995)
- Hausmeister Krause – Ordnung muss sein (D, 1999–2008)
- Hey Dad! (Hey Dad..!, AUS, 1987–1994)
- Hör mal, wer da hämmert (Home Improvement, USA, 1991–1999)
- Hope and Faith (Hope & Faith, USA, 2003–2006)
- How to Live with Your Parents (How to Live with Your Parents (For the Rest of Your Life), USA, 2013)
- Hund mit Blog (Dog With a Blog, USA, 2012–2015)
- iCarly (iCarly, USA, 2007–2012)
- Immer wieder Jim (According to Jim, USA, 2001–2009)
- Jesse (Jesse, USA, 1998–2000)
- Jessie (Jessie, USA, 2011–2015)
- Joey (Joey, USA, 2004–2006)
- Keine Gnade für Dad (Grounded for Life, USA, 2000–2005)
- Kevin Can Wait (Kevin Can Wait, USA, 2016–2018)
- King of Queens (The King of Queens, USA, 1998–2007)
- Ladies Man (Ladies Man, USA, 1999–2001)
- Last Man Standing (Last Man Standing, USA, 2011–2021)
- Leanne (Leanne, USA, seit 2025)
- Life in Pieces (Life in Pieces, USA, 2015–2019)
- Living with Fran (Living with Fran, USA, 2005–2006)
- Major Dad (Major Dad, USA, 1989–1993)
- Malcolm mittendrin (Malcolm in the Middle, USA, 2000–2006)
- Mama’s Family (Mama’s Family, USA, 1983–1990)
- Man with a Plan (Man with a Plan, USA, 2016–2020)
- Maude (Maude, USA, 1972–1978)
- Mein Leben & Ich (D, 2001–2007)
- Mein lieber Biber (Still the Beaver, USA, 1983–1989)
- Melissa & Joey (Melissa & Joey, USA, 2010–2015)
- Meine drei Söhne (My Three Sons, USA, 1960–1972)
- Meine Schwester Charlie (Good Luck Charlie, USA, 2010–2014)
- Meine wilden Töchter (8 Simple Rules for Dating My Teenage Daughter / 8 Simple Rules, USA, 2002–2005)
- Mike & Molly (Mike & Molly, USA, 2010–2016)
- Modern Family (Modern Family, USA, 2009–2020)
- Moesha (Moesha, USA, 1996–2001)
- Mom (Mom, USA, seit 2013)
- Mr. Belvedere (Mr. Belvedere, USA, 1985–1990)
- Mutter ist die Allerbeste (The Donna Reed Show, USA, 1958–1966)
- My Family (My Family, GB, 2000–2011)
- My Name Is Earl (My Name Is Earl, USA, 2005–2009)
- Nick für ungut (No Good Nick, USA, seit 2019)
- Nikki (Nikki, USA, 2000–2002)
- Noch Fragen Arnold? (Diff’rent Strokes, USA, 1978–1986)
- One Day at a Time (One Day at a Time, USA, 1975–1984)
- One Day at a Time (One Day at a Time, USA, seit 2017, Remake von One Day at a Time)
- Outmatched – Allein unter Genies (Outmatched, USA, 2020)
- Pastewka (D, 2005–2014, 2018–2020)
- Pearl (Pearl, USA, 1996–1997)
- Phyllis (Phyllis, USA, 1975–1977)
- Raven blickt durch (That’s So Raven, USA, 2003–2007)
- Reba (Reba, USA, 2001–2007)
- Rhoda (Rhoda, USA, 1974–1978)
- Rita Rockt (Rita Rocks, USA, 2008–2009)
- Rock ’n’ Roll Daddy (All Together Now, AUS, 1990–1993)
- Rodney (Rodney, USA, 2004–2006)
- Roseanne (Roseanne, USA, 1988–1997, 2018)
- Schitt’s Creek (Schitt’s Creek, CAN, 2015–2020)
- Sechs unter einem Dach (Get Real, USA, 1999–2000)
- Shifting Gears (Shifting Gears, USA, seit 2025)
- Shit! My Dad Says ($#*! My Dad Says, USA, 2010–2011)
- Sieben allein zu Haus (On Our Own, USA, 1994–1995)
- Simon – Voll der Alltag (Simon, USA, 1995–1996)
- Sister, Sister (Sister, Sister, USA, 1994–1999)
- So Little Time (So Little Time, USA, 2001–2002)
- Soap – Trautes Heim / Die Ausgeflippten (Soap, USA, 1977–1981)
- Speechless (Speechless, USA, 2016–2019)
- Still Standing (Still Standing, USA, 2002–2006)
- The Adventures of Ozzie and Harriet (USA, 1952–1966)
- The Andy Griffith Show (USA, 1960–1968)
- The Betty White Show (The Betty White Show, USA, 1977–1978)
- The Beverly Hillbillies (USA, 1962–1971)
- The Dick Van Dyke Show (USA, 1961–1966)
- The Facts of Life (The Facts of Life, USA, 1979–1988)
- The Michael J. Fox Show (The Michael J. Fox Show, USA, 2013–2014)
- The Middle (The Middle, USA, 2009–2018)
- The Neighborhood (The Neighborhood, USA, seit 2018)
- The New Andy Griffith Show (USA, 1971)
- The Real O’Neals (USA, 2016–2017)
- Two and a Half Men / Mein cooler Onkel Charlie (Two and a Half Men, USA, 2003–2015)
- Unser lautes Heim (Growing Pains, USA, 1985–1992)
- Vater ist der Beste (Father Knows Best, USA, 1954–1960)
- Verrückt nach Dir (Mad About You, USA, 1992–1999)
- Vier unter einem Dach (Walter & Emily, USA, 1991–1992)
- Wer ist hier der Boss? (Who’s the Boss?, USA, 1984–1992)
- What’s Up, Dad? (My Wife and Kids, USA, 2001–2005)
- Wunderbare Jahre (The Wonder Years, USA, 1988–1993)
- Wilde Brüder mit Charme (Brotherly Love, USA, 1995–1997)
- Yes, Dear (Yes, Dear, USA, 2000–2006)
- Young Sheldon (Young Sheldon, USA, seit 2017)
- Zoey 101 (Zoey 101, USA, 2005–2008, 2015)

## Fantasy-Sitcom
- Alf (ALF, USA, 1986–1990)
- Bezaubernde Jeannie (I Dream of Jeannie, USA, 1965–1970)
- Best Friends – Zu jeder Zeit (Best Friends Whenever, USA, 2015–2016)
- Catweazle (Catweazle, GB, 1970–1971)
- Danger Force (Danger Force, USA, 2020–2024)
- Die Thundermans (The Thundermans, USA, 2013–2018)
- Harry und die Hendersons (Harry and the Hendersons, USA, 1991–1993)
- Henry Danger (Henry Danger, USA, 2014–2020)
- Hinterm Mond gleich links (3rd Rock from the Sun, USA, 1996–2001)
- Hund mit Blog (Dog With a Blog, USA, 2012–2015)
- Madame’s (Madame’s Place, USA, 1982–1983)
- Mein Onkel vom Mars (My favorite Martian, USA, 1963–1966)
- Mein Vater ist ein Außerirdischer (Out of This World, USA, 1987–1991)
- Mighty Med – Wir heilen Helden (Mighty Med, USA, 2013–2015)
- Mork vom Ork (Mork & Mindy, USA, 1978–1982)
- Mr. Ed (Mister Ed, USA, 1960–1965)
- Sabrina – Total Verhext! (Sabrina, the Teenage Witch, USA, 1996–2003)
- The Addams Family (The Addams Family, USA, 1964–1966) / Die neue Addams Familie (The New Addams Family, USA/Kanada, 1998–1999)
- The Munsters (The Munsters, USA, 1964–1966) / Familie Munster (The Munsters Today / The New Munsters, USA, 1988–1991)
- The Neighbors (The Neighbors, USA, 2012–2014)
- Verliebt in eine Hexe (Bewitched, USA, 1964–1972)
- Voll Vergeistert  (The Haunted Hathaways, USA,  2013–2015)
- Die Zauberer vom Waverly Place (Wizards of Waverly Place, USA, 2007–2012)

## Hotel-Sitcom
- Amandas stilles Haus (Amanda’s, USA, 1983)
- Der Hotelboy (The Jamie Foxx Show, USA, 1996–2001)
- Fawlty Towers (Fawlty Towers, GB, 1975 & 1979)
- Golden Palace (The Golden Palace, USA, 1992–1993)
- Hotel Zack & Cody (The Suite Life of Zack & Cody, USA, 2005–2008)
- The Nutt House (The Nutt House, USA, 1989)
- Whoopi (Whoopi, USA, 2003–2004)
- Zack & Cody an Bord (The Suite Life on Deck, USA, 2008–2011)

## Gastronomie-Sitcom
- 2 Broke Girls (2 Broke Girls, USA, 2011–2017)
- Cheers (Cheers, USA, 1982–1993)
- Imbiß mit Biß (Alice, USA, 1976–1985)
- Maybe This Time (Maybe This Time, USA, 1995–1996)
- Sullivan & Son (Sullivan & Son, USA, 2012–2014)
- Superior Donuts (Superior Donuts, USA, 2017–2018)
- Undateable (Undateable, USA, 2014–2016)

## Krankenhaus-Sitcom
- Dr. Ken (Dr. Ken, USA, 2015–2017)
- M*A*S*H (M*A*S*H, USA, 1972–1983)
- Hallo Schwester! (Nurses, USA, 1991–1994)
- Scrubs – Die Anfänger (Scrubs, USA, 2001–2010)
- Trapper John, M.D. (Trapper John, M.D., USA, 1979–1986)

## Militär-Sitcom
- Ein Käfig voller Helden / Stacheldraht und Fersengeld (Hogan’s Heroes, USA, 1965–1971)
- Enlisted (USA, 2014)
- M*A*S*H (M*A*S*H, USA, 1972–1983)

## Musik-Sitcom
- Die Monkees (The Monkees, USA, 1966–1968)
- Die Partridge Familie (The Partridge Family, USA, 1970–1974)

## Politik-Sitcom
- Chaos City (Spin City, USA, 1996–2002)
- Heil Honey I’m Home! (GB, 1990)
- Hier kommt Bush! (That’s My Bush!, USA, 2001)
- Mr. Mayor (Mr. Mayor, USA, seit 2021)
- Die Powerfamilie (The Powers That Be, USA, 1992–1993)
- Yes Minister / Yes Premierminister (Yes Minister / Yes, Prime Minister, GB, 1980–1988)

## Polizei-Sitcom
- Brooklyn Nine Nine (Brooklyn Nine-Nine, USA, seit 2013)
- Die nackte Pistole (Police Squad!, USA, 1982)
- Inspektor Hooperman (Hooperman, USA, 1987–1989)
- Reno 911! (Reno 911!, USA, 2003–2009)
- Wagen 54, bitte melden (Car 54, Where Are You?, USA, 1961–1963)
- Wer ist hier der Cop? (Hudson Street, USA, 1995–1996)

## WG-Sitcom
- 2 Broke Girls (2 Broke Girls, USA, 2011–2017)
- Apartment 23 (Don’t Trust the B---- in Apartment 23, USA, 2012–2013)
- College Fieber (A Different World, USA, 1987–1993)
- Community (Community, USA, 2009–2015)
- Echt super, Mr. Cooper (Hangin’ with Mr. Cooper, USA, 1992–1997)
- Ein Grieche erobert Chicago (Perfect Strangers, USA, 1986–1993)
- Ein Trio zum Anbeissen (Two Guys, a Girl and a Pizza Place / Two Guys And A Girl, USA, 1998–2001)
- Friends (Friends, USA, 1994–2004)
- Friends with Better Lives (Friends with Better Lives, USA, 2014)
- Golden Girls (The Golden Girls, USA, 1985–1992)
- Herzbube mit zwei Damen (Three’s Company, USA, 1977–1984)
- Hot in Cleveland (Hot in Cleveland, USA, 2010–2015)
- How I Met Your Father (How I Met Your Father, USA, 2022–2023)
- How I Met Your Mother (How I Met Your Mother, USA, 2005–2014)
- Joey (Joey, USA, 2004–2006)
- Living Single (Living Single, USA, 1993–1998)
- Malcolm & Eddie (Malcolm & Eddie, USA, 1996–2000)
- Männerwirtschaft (The Odd Couple, USA, 1970–1975)
- Mid-Century Modern (Mid-Century Modern, USA, 2025)
- Ned & Stacey (Ned & Stacey, USA, 1995–1997)
- New Girl (New Girl, USA, 2011–2017)
- Rising Damp (Rising Damp, GB, 1974–1978)
- Sam & Cat (Sam & Cat, USA, 2013–2014)
- The Big Bang Theory (The Big Bang Theory, USA, 2007–2019)
- The Exes (The Exes, USA, 2011–2015)
- Will & Grace (Will & Grace, USA, 1998–2006, 2017–2020)
- Wir lieben Kate (Sister Kate, USA, 1989–1990)

## Ensemble-Sitcom
- Absolut relativ (It’s All Relative, USA, 2003–2004)
- Anger Management (Anger Management, USA, 2012–2014)
- Are You Being Served? (Are You Being Served?, GB, 1972–1985)
- Becker (Becker, USA, 1998–2004)
- Bewegte Männer (D, 2003–2005)
- Black Books (Black Books, GB, 2000–2004)
- Coupling – Wer mit wem? (Coupling, GB, 2000–2004)
- Ehe ist... (’Til Death, USA, 2006–2010)
- Frasier (Frasier, USA, 1993–2004)
- Friends with Better Lives (Friends with Better Lives, USA, 2014)
- Girlfriends (Girlfriends, USA, 2000–2008)
- Girls (Girls, USA, 2012–2017)
- Hallo Holly (What I Like About You, USA, 2002–2006)
- Happy Days (Happy Days, USA, 1974–1984)
- Here’s Lucy (Here’s Lucy, USA, 1968–1974)
- Hoppla Lucy (The Lucy Show, USA, 1962–1968)
- How I Met Your Mother (How I Met Your Mother, USA, 2005–2014)
- I Love Lucy (I Love Lucy, USA, 1951–1957)
- It’s Always Sunny in Philadelphia (It’s Always Sunny in Philadelphia, USA, seit 2005)
- Laverne & Shirley (Laverne & Shirley, USA, 1976–1983)
- Life with Lucy (Life with Lucy, USA, 1986)
- Living Single (Living Single, USA, 1993–1998)
- Love & War (Love & War, USA, 1992–1995)
- Männer ohne Nerven (Stark Raving Mad, USA, 1999–2000)
- Men at Work (Men at Work, USA, 2012–2014)
- Nachtschicht mit John (The John Larroquette Show, USA, 1993–1996)
- On the Buses (On the Buses, GB, 1969–1973)
- Paarweise glücklich (Married People, USA, 1990–1991)
- Parker Lewis – Der Coole von der Schule (Parker Lewis Can’t Lose / Parker Lewis, USA, 1990–1993)
- Rules of Engagement (Rules of Engagement, USA, 2007–2013)
- Samantha Who? (Samantha Who?, USA, 2007–2009)
- Seinfeld (Seinfeld, USA, 1989–1998)
- Taxi (Taxi, USA, 1978–1983)
- The Comeback (USA, 2005, 2014)
- The Lucy-Desi Comedy Hour (The Lucy-Desi Comedy Hour, USA, 1957–1960)
- The New Adventures of Old Christine (The New Adventures of Old Christine, USA, 2006–2010)
- Titus (Titus, USA, 2000–2002)
- Townies (Townies, USA, 1996)
- Tschappel (D, 2025)
- Welcome Back, Kotter (Welcome Back, Kotter, USA, 1975–1979)

## Talent-Sitcom
- Big Time Rush (Big Time Rush, USA, 2009–2013)
- A.N.T.: Achtung Natur-Talente (A.N.T. Farm, USA, 2011–2014)
- Victorious (Victorious, USA, 2010–2013)
- Zeke und Luther (Zeke and Luther, USA, 2009–2012)

## Sitcom mit homosexuellen Hauptfiguren
- Absolut relativ (It’s All Relative, USA, 2003–2004)
- Barney Miller (Barney Miller, USA, 1975–1982)
- Bewegte Männer (D, 2003–2005)
- Ellen (These Friends of Mine / Ellen, USA, 1994–1998)
- Familienstreit de Luxe / Hinterm Sofa an der Front (The War at Home, USA, 2005–2007)
- Grace and Frankie (Grace and Frankie, USA, seit 2015)
- Happy Endings (Happy Endings, USA, 2011–2013)
- Inspektor Hooperman (Hooperman, USA, 1987–1989)
- Mid-Century Modern (Mid-Century Modern, USA, 2025)
- Modern Family (Modern Family, USA, 2009–2020)
- Please Like Me (Please Like Me, AUS/USA, 2013–2016)
- Schitt’s Creek (Schitt’s Creek, CAN, 2015–2020)
- Sordid Lives: Die Serie (Sordid Lives: The Series, USA, 2008)
- The Class (The Class, USA, 2006–2007)
- The Ellen Show (The Ellen Show, USA, 2001–2002)
- The New Normal (The New Normal, USA, 2012–2013)
- The Sarah Silverman Program. (The Sarah Silverman Program., USA, 2007–2010)
- Unter Brüdern (Brothers, USA, 1984–1989)
- Veronica (Veronica’s Closet, USA, 1997–2000)
- Vicious (Vicious, GB, 2013–2016)
- Will & Grace (Will & Grace, USA, 1998–2006, 2017–2020)